# Нереално събуждане
Нереално събуждане или фалшиво събуждане е ярък и убедителен сън, за това как се събуждаме от сън, докато всъщност продължаваме да спим. След нереалния сън хората често сънуват как правят обикновени дневни действия като готвене, чистене и ядене. Това преживяване се нарича също и двоен сън или сън в съня.

## Допълнителни концпеции

### Яснота
Нереалното събуждане може да се случи, следвайки обикновен сън или осъзнат сън (сън, в който сънуващият е наясно, че сънува). Ако нереалното събуждане следва осъзнат сън, то се превръща в „пред-осъзнат сън“, където сънуващият може да започне да се чуди дали е наистина буден и може да достигне до верен/грешен извод.

### Континуум
Друг вид нереално събуждане е континуумът. В континуум човек заспива в реалния живот, но в следващия го сън сънуващият мисли, че още е буден. През това време той може да извърши нещо, без да знае. Филмът „Кошмари на Елм Стрийт“ популяризира този феномен.

## Симптоми на нереално събуждане

### Реалност и нереалност
Някои аспекти от живота могат да бъдат драматизирани, или не на място в нереалното събуждане. Нещата могат да изглеждат грешни: детайли, като картина на стената, да не си в състояние да говориш или изпитваш трудност да четеш (четенето в осъзнат сън е често трудно или невъзможно). В някои моменти чувствата на сънуващия са повишени или променени.

### Повтаряне
Поради това, че мозъкът все още сънува след нереално събуждане, може да има повече от едно нереално събуждане в един сън. Сънуващият може да сънува, че се събужда, закусва, мие си зъбите и т.н.; по-едно време се събужда отново в леглото (все още сънува), да започне да прави обикновени дейности, после пак да се събуди и т.н. Философът Бъртранд Ръсел твърди, че е имал „около сто“ нереални събуждания последователно, докато е бил под упойка.

## Видове нереално събуждане

### I вид
Първият вид е най-често срещаният, в който сънуващият изглежда се събужда, но не непременно в реалността, не в собствената си стая. Може да последва пред-осъзнат сън. По-често сънуващите ще повярват, че са се събудили, а после или ще се събудят наистина или ще „заспят отново“ в съня си.
Често срещано нереално събуждане е сценария „закъснял за работа“. Човек може да „се събуди“ в типична стая, повечето неща да изглеждат нормално и да осъзнае, че се е успал и е закъснял за работа или училище. Часовниците, ако се намират в съня, ще потвърдят този факт. В резултат на паника човекът може да се събуди наистина (като да се събудиш от кошмар). Обикновено след това следва облекчение.

### II вид
Вторият вид на нереално събуждане не е толкова често срещан. Грийн го определя като:
| „ | човекът се събужда наистина, но с атмосфера от напрежение.[...] Заобикалящата го среда в началото може да изглежда нормална и малко по малко да осъзнае нещо свръхестествено в атмосферата и, може би, необичайни звуци и движения. Или може да се „събуди“ веднага в „стресирана“ и „бурна“ атмосфера. И в двата случая крайният резултат се характеризира като напрежителен, вълнуващ или страшен. | “ |

Сънуващият може да изпита и сънна парализа.